# Elsie Franklin Guimarães
Elsie Franklin Guimarães ( 1935 - ) es una botánica profesora brasileño. Realizó extensas expediciones botánicas en el Estado de Minas Gerais.
Es curadora del "Jardín Botánico de Río de Janeiro" y Herbario.

## Algunas publicaciones
- elsie franklin Guimarães, Jorge Fontella Pereira. 1975. Contribuição ao estudo do genero Spigelia L.: iv. uma nova espécie do estado da Bahia. Volumen 27 de Ciencia e cultura. 2 pp.
- 2004. Piperaceae do Nordeste Brasileiro I: estado do Ceará. Rodriguésia 55(84): 21-46
- --------------, daniele Monteiro. 2008. Piper giordanoi (Piperaceae): A New Species from Southeastern Brazil. Novon: A Journal for Botanical Nomenclature 18 ( 2) :175-177
- d. Monteiro, e.f. Guimarães. 2008. Flora do Parque Nacional do Itatiaia - Brasil: Peperomia (Piperaceae). Rodriguesia 59 (1): 161-195
- d. Monteiro, e.f. Guimarães. 2009. Flora do Parque Nacional do Itatiaia - Brasil: Manekia e Piper (Piperaceae). Rodriguesia 60(4): 999-1024

### Libros
- 1976. Revisão taxonõmica do gẽnero Deianira Chamisso et Schlechtendal (Gentianaceae). Volumen 21 de Arquivos do Jardim Botânico. Ed. Ministério da Agricultura. 176 pp.
- --------------, carmen lúcia Falcão Ichaso, raulino Reitz, cecília Gonçalves Costa. 1978. Piperáceas. Volumen 96 de As plantas. Parte 1 de Flora ilustrada catarinense. Ed. Herbário "Barbosa Rodrigues". 27 pp.
- elsie franklin Guimaraes, carmen lucia Falcao Ichaso, cecilia Goncalves Costa, raulino Reitz. 1984. Flora Ilustrada Catarinense: Piperaceas : 4. Peperomia. Ed. Herbário "Barbosa Rodrigues". 136 pp.
- 1993. Arvores do Jardim Botânico do Rio de Janeiro. Ed. Sociedade de Amigos do Jardim Botânico. 234 pp.
- ariane luna Peixoto, raulino Reitz, elsie franklin Guimarães, ademir Reis. 2001. Flora Ilustrada Catarinense: Monimiaceas. Ed. Herbário "Barbosa Rodrigues". 64 pp.
- --------------, m. Carvalho-Silva, t.b. Cavalcanti. 2007. Piperaceae. En: Rizzo, J.A. (eds.) Flora dos estados de Goiás e Tocantins. Coleção Rizzo 32. Goiânia, 66 pp.

## Honores
- Miembro de la "Sociedade Botânica do Brasil"

- La abreviatura «E.F.Guim.» se emplea para indicar a Elsie Franklin Guimarães como autoridad en la descripción y clasificación científica de los vegetales.[2]